# Bosque nacional Uncompahgre
El bosque nacional Uncompahgre es un bosque nacional de los Estados Unidos situado en el estado de Colorado que protege 3865,67 km². Dentro de los límites de los bosques nacionales se encuentra la meseta árida Uncompahgre y la parte norte de las montañas de San Juan. El bosque contiene tres áreas salvajes alpinas: Uncompahgre (anteriormente llamada Big Blue), Mount Sneffels y Lizard Head.
El bosque nacional Uncompahgre se gestiona conjuntamente con los bosques nacionales de Grand Mesa y el bosque nacional Gunnison, con sede en la pequeña localidad de Delta. Hay varios locales donde se encuentran las oficinas del distrito de guardaparques ubicados en Montrose y Norwood.

## Recreación
El clima variado, la escasa población y la abundancia de sol hacen del bosque nacional Uncompahgre un destino popular para los excursionistas. Hay varios caminos de tierra en el bosque, algunos son antiguos caminos mineros que quedaron, otras se utilizan ocasionalmente por el Servicio Forestal.